# Sagenotortula quitoensis
Sagenotortula quitoensis là một loài Rêu trong họ Pottiaceae. Loài này được (Taylor) R.H. Zander miêu tả khoa học đầu tiên năm 1989.